# Agnes Water
Agnes Water – miasto w Australii, w stanie Queensland, nad Oceanem Spokojnym.